# Franck Tortiller
Franck Tortiller (Saint-Léger-sur-Dheune, 1963) è un vibrafonista e compositore francese di jazz.
È stato direttore della National Jazz Orchestra dal 2005 al 2008.

## Biografia
Figlio di un musicista dilettante, il giovane Franck iniziò a suonare la batteria in famiglia nella sua terra natale, la Borgogna, esibendosi principalmente durante i balli. Decise quindi di studiare percussioni classiche, a Digione e poi a Parigi, mentre praticava musica popolare e improvvisata. Ha ottenuto un primo premio unanime per le percussioni e un primo premio per analisi musicale al CNSM di Parigi, quindi un primo premio per orchestra e un primo premio per solista al National Defense Jazz Competition nel 1989.
Oltre ai suoi numerosi progetti personali ( trio Ivresses, quartetto viola e alto, solista), Franck Tortiller intraprende collaborazioni regolari (Vienna Art Orchestra) e partecipazioni più puntuali (Pasdeloup Orchestra, Basel Sinfonietta, Ulm Symphony Orchestra, Mike Mainieri, Dave Samuels, Sanseverino, Arthur H, Juliette Gréco, Enzo Enzo).
Inoltre, dedicando gran parte del suo lavoro alla scrittura, ha firmato numerose composizioni e commissioni (Radio France, Jazz sous les pommiers, Scène Nationale Le Creusot. . .).
Nel 1986 Franck Tortiller fondò il festival Jazz à Couches; è stato membro della Vienna Art Orchestra dal 1993 al 2000, direttore artistico della National Jazz Orchestra dal 2005 al 2008, direttore artistico della Franck Tortiller Orchestra (creata nel 2001).
Nel 2008 è stato nominato direttore del dipartimento di jazz al Conservatorio di musica della Vallée de Chevreuse di Orsay, mentre insegnava alla scuola di musica Massy.
Alla fine del 2009, ha fondato l'Orchestre des jeunes jazzmen de Bourgogne (OJBB), una grande banda di diciotto giovani musicisti provenienti da tutta la Francia in formazione diplomatica.

## Alla Philharmonie de Paris
Il 20 febbraio 2016, il trio Tortiller eseguì brani di Porgy and Bess di George Gershwin alla Philharmonie de Paris con le orchestre Pasdeloup e Orcpaca dirette da Wolfgang Doerner.

## Discografia
- 1995   : Vacanze, omaggio a Jacques Tati, CC Productions
- 1997   : Vitis Vinifera, etichetta Hopi
- 2000   : Franck Tortiller, Altrisuoni
- 2002   : Early Down, Franck Tortiller Trio, Altrisuoni
- 2006   : Trio Impertinance (con Michel Godard (tuba) e Patrice Héral (d))), CamJazz
- 2009   : Sentimental 3/4, A CAM Production
- 2010   : Ivresses (con Michel Godard e Patrice Héral), Enja
- 2012   : Janis la perla, etichetta MCO[2]
- 2013   : "la lezione dei giorni" solista, etichetta MCO
- 2014   : il duo "cantante" François Corneloup Franck Tortiller, Etichetta MCO
- 2015   : Orchestra "Raspsody in Paris" Pasdeloup Franck Tortiller, etichetta MCO
- 2018   : Orchestra "Collectiv" Franck Tortiller, Etichetta MCO

Con la Vienna Art Orchestra   :
- 1994   : Vienna Art Orchestra, The Original Charts of Duke Ellington e Charles Mingus, Verve Records
- 1997   : Vienna Art Orchestra 20th Anniversary (triplo album), Verve-Amadeo
- 1998   : American Rhapsody, A Tribute to George Gershwin, BMG Entertainment
- 2000   : Artistry in Rhythm, TCB

Con la National Jazz Orchestra   :
- 2006   : Close To Heaven - Un omaggio a Led Zeppelin, Le Chant du Monde
- 2007   : Electric, The Song of the World
- 2009   : Sentimental 3/4 (ex membri di ONJ 2007), CamJazz

Altre collaborazioni   :
- Christian Muthspiel   : 

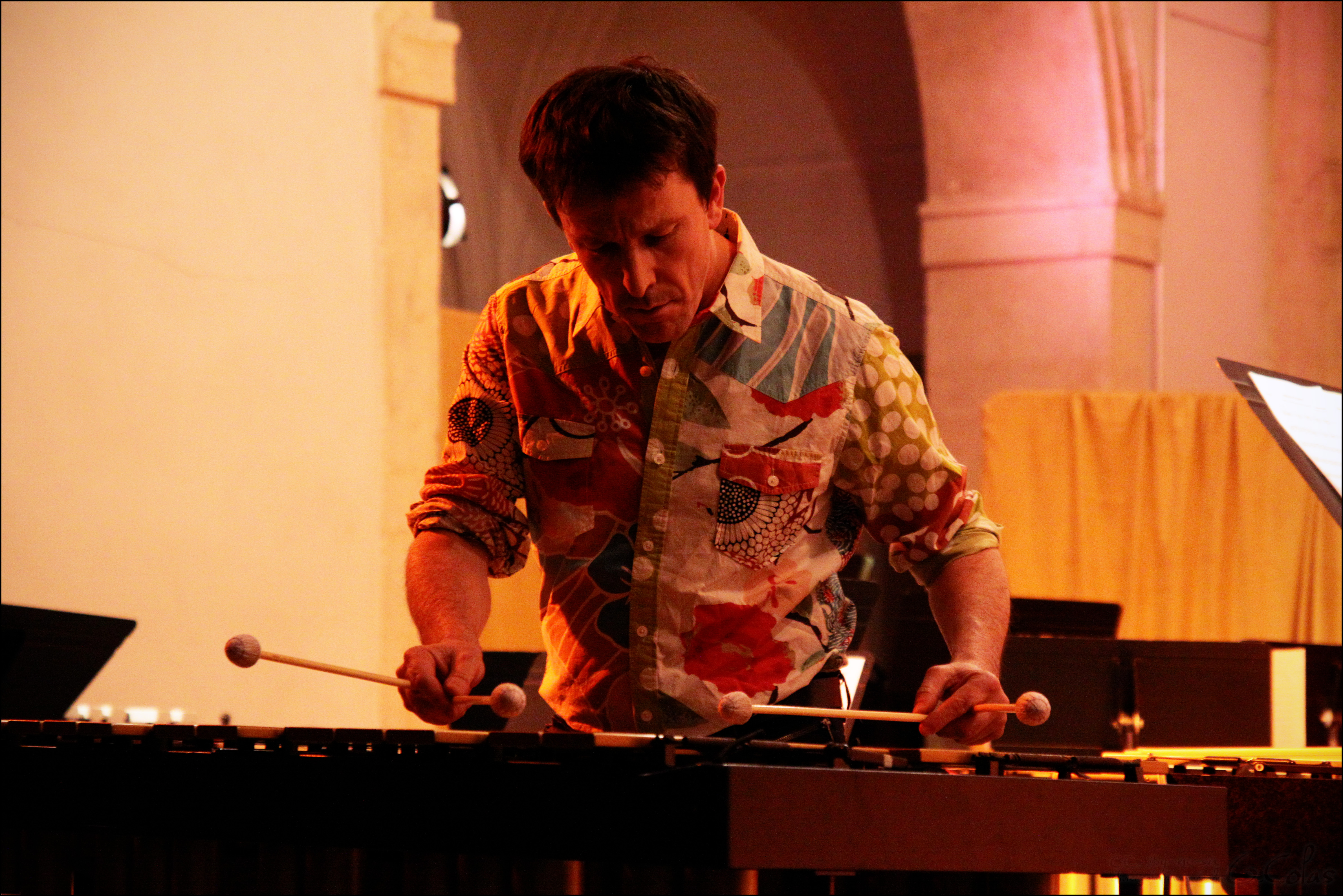
Franck Tortiller in recital a Beaune, febbraio 2011

  - 2006   : Against The Wind, Universal Records
  - 2009   : Dancing Dowland, Universal Records
  - 2010   : Maggio, documentazione sui materiali
- Michel Godard  : 
  - 2005   : Cugini di primo grado, CamJazz
  - 2008   : Archangelica, Cam Jazz
- Jean-Marc Padovani   : 
  - 1992   : Mingus Cuernavaca, Label Bleu
  - 1994   : Notturno, Etichetta Bleu
  - 2003   : Out, Omaggio a Eric Dolphy, Etichetta Deux Z / Nocturne
- Quartetto Simon Spang-Hansen   : Noctiflores, Altrisuoni (2005)
- Orchestra Zoomtop di Bertrand Renaudin   : Ten Years, CC Production (1999)
- Philippe Laccarrière Percussive Compagnie   : 
  - South of the North, CC Production (1996)
  - Questi incontri, autoprodotti (2003)
- Claudio Pontiggia   : Hope, Altrisuoni (1999)
- Claude Barthélemy   : Serene, Label Bleu (2001)
- Frédéric Monino   : Around Jaco, Le Chant du Monde (2006)
- Senem Diyici Sextet   : Takalar, La Lichère (2001)
- Dominique Fillon   : Detours, The Song of the World (2007)
- Sanseverino  : The Senegalese, Sony Music (2004)
- Paris Musette (vol 3)   : La Lichère Autumn Wind (2003)